# 坂東香菜子
坂東 香菜子（ばんどう かなこ、1986年3月31日 - ）は、将棋の女流棋士。広島県因島市三庄町（現尾道市）生まれの、大阪府育ち。飯野健二八段門下。女流棋士番号27（2011年3月31日までの旧番号は旧51）。身長164cm・体重40kg（将棋年鑑のプロフィールにおける発表）、血液型A型。A型。日本女子大学卒業。2014年3月31日付で現役を引退。

## 棋歴
幼稚園時代に父から将棋を教わり、小学3年生の秋から飯野健二八段の子ども教室に通い始める。
1997年9月に11歳で女流育成会入会後、2001年10月に15歳で女流2級としてプロデビュー。
予選の概念が存在しない倉敷藤花戦を除くと、女流公式戦において本戦に進出した経験はないものの、2003年5月18日の第17回レディースオープントーナメント予選1回戦で矢内理絵子を、2005年10月22日の第10回鹿島杯女流将棋トーナメント予選2回戦で甲斐智美を、いずれも得意とする四間飛車で撃破した。
2006年度、第1回白瀧あゆみ杯争奪戦（非公式戦）に出場し、準優勝（優勝は上田初美）。
2008年3月 自身のブログで休場を発表。その後復帰することなく6年を経て女流2級のまま2014年3月31日付で引退した。
引退の翌日（2014年4月1日）付で「女流棋士昇段規定により」女流初段昇段。
ただし休場中も自身が就職している企業の将棋イベントや女流棋士の将棋イベントなどには参加していて、また現役引退後も将棋界を離れたわけではなく、就位式や将棋イベント・指導対局にも女流棋士の立場として不定期に参加している。
通算戦績は、60局24勝36敗 勝率.400。

## 人物
- 座右の銘は、「万能一心」。愛称は「バンカナ」で、本人公認である。
- 趣味のピアノは3歳から始め将棋よりもキャリアが長く、音楽大学への進学も考えたほどの腕前[10]。
- 日本女子大学附属豊明幼稚園・日本女子大学附属豊明小学校・日本女子大学附属中学校・高等学校・日本女子大学と一貫して日本女子大学系列校である[1]。
- 2006年 左自然気胸のため1月の入院と2ヶ月余り休場をした[11]。

## 昇級・昇段履歴
- 1997年09月00日：女流育成会入会
- 2001年10月01日：女流2級 [5]
- 2014年03月31日：引退（本人の意思による）[4]
- 2014年04月01日：女流初段（女流棋士昇段規定）[6]。

## 主な成績
女流棋士通算成績 60対局 24勝36敗（勝率0.4000）

### 年度別成績
- 2001年度： 04対局 1勝3敗（勝率0.2500）[12]
- 2002年度： 09対局 3勝6敗（勝率0.3333）[13]
- 2003年度： 10対局 4勝6敗（勝率0.4000）[14]
- 2004年度： 10対局 4勝6敗（勝率0.4000）[15]
- 2005年度： 10対局 4勝6敗（勝率0.4000）[16]
- 2006年度： 10対局 5勝5敗（勝率0.5000、不戦敗1）[17]
- 2007年度： 07対局 3勝4敗（勝率0.4285）[18]
- 2008年度： 00対局 0勝0敗（勝率-.----、休場）[19]
- 2009年度： 00対局 0勝0敗（勝率-.----、休場）[20]
- 2010年度： 00対局 0勝0敗（勝率-.----、休場）[21]
- 2011年度： 00対局 0勝0敗（勝率-.----、休場）[22]
- 2012年度： 00対局 0勝0敗（勝率-.----、休場）[23]
- 2013年度： 00対局 0勝0敗（勝率-.----、休場）[24]

## 著書
- 「香菜子 北京・夏の記憶 坂東香菜子写真集」（ワニブックス、ISBN 484702835X）